# Sư đoàn Bộ binh 320 (Đức Quốc Xã)
Sư đoàn Bộ binh 320 được thành lập ngày 2 tháng 12 năm 1940 tại Lübeck từ các đơn vị của sư đoàn bộ binh 58 và sư đoàn bộ binh 254. Sư đoàn 320 chính thức giải tán ngày 9 tháng 10 năm 1944 và đổi tên thành sư đoàn phóng lựu Volks 320.

## Sĩ quan chỉ huy
- Trung tướng Karl Maderholz, ngày 15 tháng 12 năm 1940 - ngày 02 tháng 12 năm 1942
- Trung tướng Georg-Wilhelm Postel, ngày 2 tháng 12 năm 1942 - 26 tháng 5 năm 1943
- Tướng Kurt Röpke, 26 tháng 5 năm 1943 - ngày 20 tháng 8 năm 1943
- Trung tướng Georg-Wilhelm Postel, ngày 20 tháng 8 năm 1943 - ngày 10 tháng 7 năm 1944
- Thiếu tướng Otto Schell, ngày 10 tháng 7 năm 1944 - ngày 02 tháng 9 năm 1944